# Vesuvius Express
Vesuvius Express ist ein US-amerikanischer Dokumentarfilm aus dem Jahr 1953. 

## Handlung
Der Film ist eine Reisebeschreibung über eine Zugfahrt von Mailand nach Neapel über Florenz und Rom. Dabei wird die Geschichte einiger Orte kommentiert. Höhepunkt ist der rauchende Krater des Vesuvs.

## Auszeichnungen
1953 wurde der Film in der Kategorie Bester Kurzfilm (2 Filmrollen) für den Oscar nominiert.

## Hintergrund
Die Uraufführung fand am 16. Dezember 1953 statt.
Der Farbfilm der 20th Century Fox ist der erste Reisefilm, der in CinemaScope gedreht wurde.